# Pałac Schreyvoglów we Wrocławiu
Pałac Schreyvoglów – dawny pałac miejski, który znajdował się we Wrocławiu przy ulicy Wita Stwosza 26. Był jednym z pierwszych pałaców wybudowany w formie dojrzałego baroku w odmianie wiedeńskiej. Jego innowacyjność polegała na wydzieleniu cokołowej partii parteru i wydzielenie Piano nobile oraz zaakcentowanie osi środkowej poprzez pilastry wielkiego porządku. Pałac stanowił wzór i punkt odniesienia dla innych późnobarokowych rezydencji wznoszonych we Wrocławiu. Pałac został rozebrany w 1886 roku.

## Historia

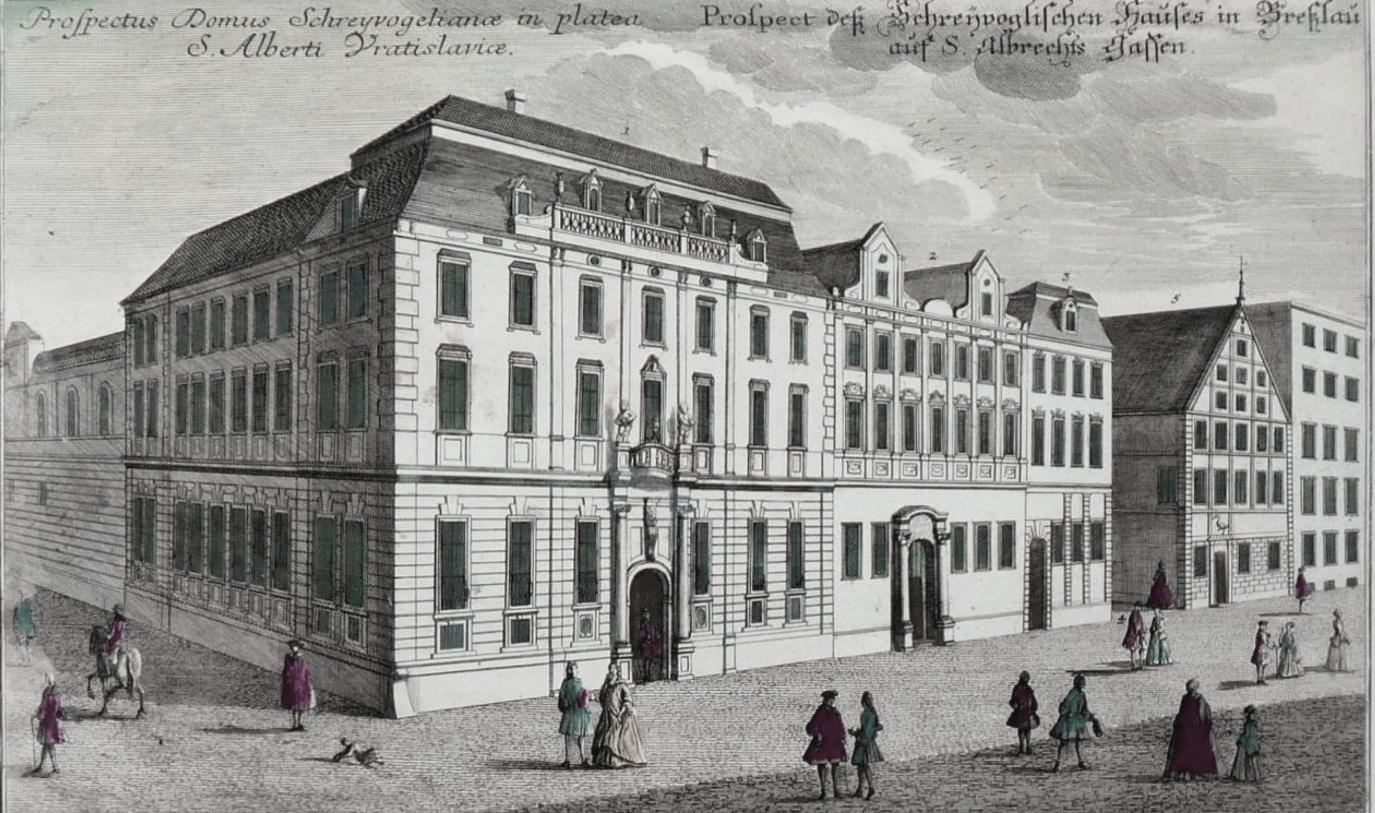
Wygląd Pałacu Schreyvoglów w XVIII wieku

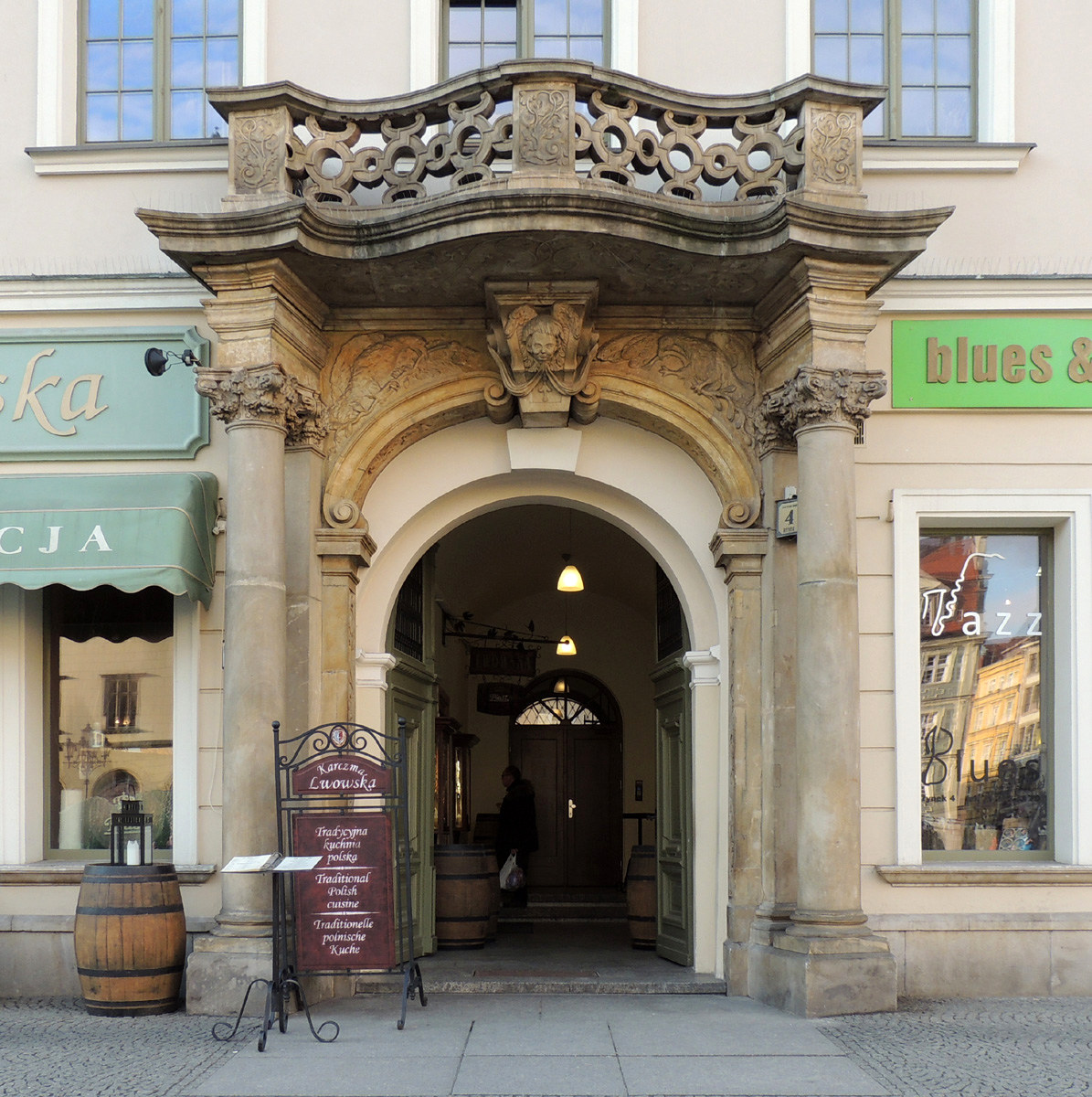
Wejście do kamienicy nr 4, które zrobione zostało z piaskowego barokowego portalu balkonowego pałacu Schreyvoglów

Działka, na której wzniesiono późniejszy pałac, była zabudowana prawdopodobnie już w okresie przedlokacyjnym. Znajdowała się przy jednym z głównych traktów komunikacyjnych miasta. W połowie XVI wieku wzniesiono na niej kilka szczytowych kamienic.
W latach 1705–1711, wyburzono kamienice stojące przy ulicy Krawieckiej i na ich miejsce wzniesiono miejski pałac. Inwestorem był dla bankiera Gottfrieda Christiana von Schreyvogla, który za pośrednictwem swojego brata Johanna Christiana von Schreyvogla zakupił cały teren. Obaj, od 1701 roku posiadali tytuły szlacheckie, a od 1705 zostali podniesieni do stanu rycerskiego Rzeszy. Kamień węgielny w 1705 roku pod budowę przyszłej rezydencji położył syn właściciela, trzynastoletni Carl Anton von Schreyvogel. Projektantem pałacu był wiedeński architekt Johann Lucas von Hildebrandt a wykonawcą projektu był Johann Georg Kalckbrenner. W 1721 roku pałac uległ częściowemu zniszczeniu w wyniku pożaru. Od 1726 do 1760 pałac należał do hrabiego Churschwandta, a po 1774 do hrabiego Schlabrendorfa. Frontowy budynek z pomieszczeniami reprezentatywnymi był najczęściej wynajmowany. Do 1730 roku mieszkał tu starosta księstwa wrocławskiego hrabia Otto Wenzel von Nostiz. Podczas wojny siedmioletniej, w latach 1756–1763, w pałacu rezydował generał Friedrich Bogislav von Tauentzien wraz z adiutantem Gottholdem Ephraimem Lessingiem.
Pod koniec XVIII pałac został zakupiony przez kupca Gautiera, który w jego wnętrzach urządził fabrykę wyrobów tytoniowych. Około 1800 roku budynek został przebudowany w stylu klasycystycznym. W 1833 w jego wnętrzach (oraz w sąsiednim budynku) otworzono pocztę królewską. W 1886 roku budynek został rozebrany, a na jego miejscu wzniesiono nowy budynek Poczty Głównej. Z wcześniejszego budynku został zachowany jedynie portal, który umieszczono w tylnej elewacji nowego gmachu, a po 1945 roku przeniesiono do kamienicy Rynek 4.

### Architektura
Informacją o jego wyglądzie są rysunki Wernera, rysunki inwentaryzacyjne sporządzone w 1740 roku przez Johanna Benjamina Heinricha oraz wykonanych według nich rycin oraz fotografii fasady zrobionych na krótko przed jego rozbiórką w 1885 roku.
Barokowy budynek murowany został wzniesiony na planie prostokąta z wewnętrznym dziedzińcem i z dwoma skrzydłami od strony południowej tworzące drugi dziedziniec o funkcji gospodarczej. Miał trzy kondygnacje od strony północnej (frontowej) i dwie kondygnacje od strony południowej o układzie jednotraktowym (skrzydła) i półtoratraktowym (od strony dziedzińca). Pokryty był dachem mansardowym. W osi siedmioosiowej elewacji frontowej umieszczony został piaskowy portal balkonowy wsparty na kolumnach i ozdobiony pierwotnie dwoma rzeźbami ustawionymi na skrajnych postumentach. Przez niego wchodziło się do trójnawowej sieni przechodzącej przez cały budynek i która była kontynuowana w tylnym skrzydle po przeciwnej stronie dziedzińca, a do drugiego dziedzińca. Z tylnego dziedzińca można było wyjechać przez bramę znajdującą się w bocznym skrzydle od ulicy Krawieckiej. Elewacja od strony dziedzińca podkreślała reprezentacyjny jego charakter: kompozycja była symetryczna i trójosiowa. Prostopadle do osi głównej krzyżowała się oś poprzeczna akcentowana w trójprzęsłowym skrzydle wschodnim półkolistą wnęką, być może z przyścienną fontanną.
Z sieni przechodziło się do trójbiegowej klatki schodowej w skrzydle zachodnim bogato ozdobionej sztukaterią. Pomieszczenia były kryte sklepieniami kolebkowymi z lunetami, krzyżowymi, żaglastymi i tzw. kapami czeskimi. Na piętrze znajdowały się pomieszczenia reprezentacyjne; w części południowej pomieszczenia gospodarcze.
Elewacja frontowa była boniowana na parterze i w narożach budynku. W części środkowej znajdował się trójosiowy pozorny ryzalit, podkreślony ponad pierwszą kondygnacją czterema pilastrami wielkiego porządku, zamknięty ażurową balustradą z czterema symetrycznie rozstawionymi wazonami. Podczas przebudowy w XIX wieku szczyt został przebudowany na duży, trójkątny naczółek z płaskorzeźbionym wizerunkiem orła i dekoracją ornamentalną. Pomiędzy pierwszą a drugą kondygnacja znajdował się wydatny gzyms międzykondygnacyjny. Okna otoczone były rustykowanymi opaskami, dodatkowo wzbogacone nadokiennikami i podokiennikami, a w części ryzalitu dodatkowo naczółkami a części parterowej dodatkowo akcentowane zwornikami w nadprożach; przed 1833 na fryzie znajdowały się konsolki, a nad oknami muszle. Nad oknem środkowym, na pierwszym piętrze znajdował się pierwotnie tympanon w którym umieszczony był kartusz herbowy. Pod parterowymi oknami znajdowały się małe prostokątne okna piwniczne a dwa znajdujące się w części zryzalitowanej zakończone były po bokach eliptycznie.
Elewacja wschodnia, od ulicy Krawieckiej, była dziesięcioosiowa, po bokach zamykana pozornymi ryzalitami, wydzielonymi pionowymi pasami boniowania.
Według Konstantego Kalinowskiego stylistyka architektoniczna pałacu Schreyvoglów nawiązuje do innych prac Hildebrandta, m.in. do pałacu Harrachów w Bruck an der Leitha z 1707, czy Österreische Hofkanzelei z lat 1717–1719. Jego elewacje noszą cechy podobieństwa do fasad autorstwa Johanna Bernharda Fischera von Erlach (pałac Batthyanych z 1699) czy Böhmische Hofkanzelei z lat 1708–1714 oraz fasada wiedeńskiego pałacu Questenbergów.